# Gerry Marsden
Gerard Marsden (Liverpool, 24 de septiembre de 1942-Merseyside, 3 de enero de 2021) fue un músico y cantautor británico, reconocido por haber sido el líder de la agrupación de beat Gerry and the Pacemakers. Su hermano menor Freddie Marsden era el baterista de la banda.

## Biografía
Marsden nació en Liverpool en 1942. Fundó la agrupación Gerry and the Pacemakers en 1959 con su hermano Freddie, Les Chadwick y Arthur McMahon. Al ser contemporáneos del los Beatles, tocaron en las mismas áreas de Hamburgo y Liverpool en sus etapas iniciales. Pese a la popularidad de canciones como "How Do You Do It?", "I Like It" y "You'll Never Walk Alone", la banda se separó en 1966. A comienzos de la década de 1970 Marsden reformó la agrupación, y desde entonces realizó ocasionales giras y grabó algunos álbumes con diversas formaciones. En 2003 fue nombrado Miembro de la Orden del Imperio Británico por su labor benéfica.

### Problemas de salud y fallecimiento
En septiembre de 2003 debió someterse a una cirugía de triple baipás en el Hospital Broad Green de Liverpool. Tuvo una segunda operación de corazón en 2016. El 15 de marzo de 2017 el músico colapsó en el escenario durante una presentación en Gales. Aunque inmediatamente reportó que no se trataba de un problema serio, anunció su retiro de los escenarios un año después.
Marsden murió el 3 de enero de 2021 en el hospital Arrowe Park en Merseyside, después de que se le diagnosticara una infección en el corazón. Tenía setenta y ocho años.

## Discografía

### Sencillos
- "Please Let Them Be/I'm Not Blue" (CBS, 1967)
- "Gilbert Green/What Makes Me Love You" (CBS, 1967)
- "Liverpool/Charlie Girl" (CBS, 1968)
- "In The Year of April/Every Day" (NEMS, 1968)
- "Every Little Minute/In Days of Old" (NEMS, 1969)
- "I've Got My Ukulele/What a Day" (Decca, 1971)
- "Amo Credo / Come Break Bread" (Phoenix, 1972)
- "They Don't Make Days Like That Any More / Can't You Hear the Song?" (DJM, 1974)
- "Your Song / Days I Spent With You" (DJM, 1975)
- "My Home Town / Lovely Lady" (DJM, 1976)
- "Ferry Cross the Mersey" (PWE, 1989)
- "Red, White And Blue" (Westmoor Music, 1990)
- "As Time Stood Still" (GULF, 1991)
- "He Ain't Heavy, He's My Brother" (Metropolis, 2012)

### Álbumes
- A Tribute to Lennon & McCartney (Dominion, 1995)
- Much Missed Man: Tribute to John Lennon (Ozit, 2001)